# Анахайм
А́нахайм (англ. Anaheim [ˈænəhaɪm]) — город в Калифорнии, США. Расположен в округе Ориндж, в 45 километрах южнее Лос-Анджелеса.
Население города составляет 352 005 человек (2018 г), что является первым показателем в округе Ориндж, 10-м в Калифорнии и 55-м в США. Анахайм в округе Ориндж второй город по площади после Ирвайна.
Город известен своими парками аттракционов, спортивными командами и центрами для проведения конференций.

## История

### Основание города
Город Анахайм был основан в 1857 году пятьюдесятью немецкими эмигрантами, жившими в Сан-Франциско, чьи семьи происходили из Франконии — исторической области, в основном вошедшей в состав Баварии. После поездки по Калифорнии в поисках подходящих угодий для выращивания винограда группа решила приобрести 1165 акров (4,71 км2) земли по $2 за акр у Хуана Пацифико Онтивероса из территорий принадлежавшего ему крупного ранчо Rancho San Juan Cajon de Santa Ana на реке Санта-Ана (территория современного округа Орандж).

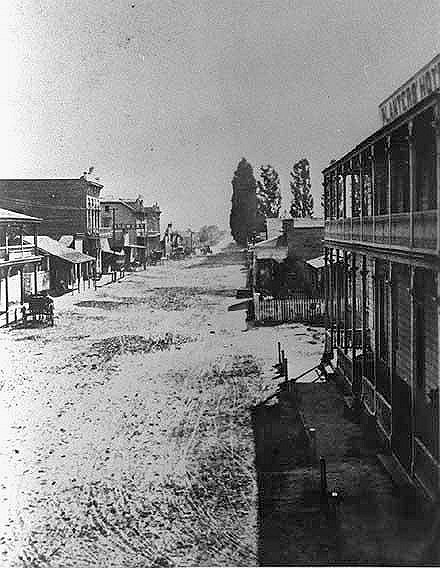
Анахайм в 1879 году

Их новое поселение получило название Аннахайм (Annaheim), что в переводе с немецкого языка означает «дом на (реке Санта-)Ана» (Ana — испанский вариант имени Анна, heim — немецкое «дом»). Позже название было изменено на Анахайм. Испаноязычным соседям поселение было известно как Campo Alemán (англ. German Field — Немецкое поле). Поселенцы по $750 за акцию образовали «Компанию Виноградники Анахайма» (the Anaheim Vineyard Company).
Хотя виноград и виноделие были их главной целью, большинство из пятидесяти поселенцев были механиками, плотниками и ремесленниками, не имевшими опыта в виноделии . Община выделила 40 акров (161874м2) для центра городка, и первым возведённым зданием там была школа. Первый жилой дом в Анахайме был построен в 1857 году. Газета Anaheim Gazette была создана в 1870 году, а первый отель построен в 1871 году. В течение 25-ти лет эта местность была крупнейшим производителем вина в Калифорнии. Тем не менее, в 1884 году виноградные лозы подверглись инфекции и к следующему году весь промысел был погублен. Вскоре на замену пришли другие культуры — грецкие орехи, лимоны и апельсины, и поставка фруктов и овощей стала приносить хороший доход, когда район Лос-Анджелеса (из которого позднее выделился округ Орандж) был подключен к континентальной сети железных дорог в 1887 г. .
Одним из отцов-основателей города стал сын известного в Германии врача-хирурга д-ра Амадеуса Лангенбергера Август Фредерик Лангенбергер (нем., англ. August Langenberger, род. в 1824 г. в Штадтхагене). Он владел четырьмя языками и использовал их успешно в коммерции. Он эмигрировал в Новый Орлеан на другом конце Соединенных Штатов в 1846 г., а в Калифорнию его через два года увлекла местная Золотая лихорадка. Два года поисков золота ему принесли лишь ограниченный успех, и он переключился на занятия торговлей всеми видами товаров в Сан-Габриэле, где познакомился с дочерью владельца ранчо на Санта-Ана Хуана Пацифико Онтивероса — Марией Петрой Онтиверос — и женился на ней в 1850 г. Еще через 2 года семья переезжает на ранчо ее отца, и Август становится одним из виднейших животноводов этих мест, ежегодно поставляя крупный рогатый скот на ярмарки Сан-Франциско. У пары родилось 7 детей в 1850 — начале 1860-х гг. В 1857 г. Август сыграл значительную роль в выборе конкретной части ранчо Лос-Анджелесской компанией виноградников для создания колонии Анахайм. Он увидел возможность первым начать торговлю в новом поселении и построил двухэтажный дом, на втором этаже которого поселился с семьей, а на первом открыл универсальный магазин и отделение транспортной компании Wells Fargo & Co., уполномочившей его в 1860 г. отправлять и принимать грузы и почту . Он был директором и президентом компании водоснабжения Anaheim Union Water Co. и был избран в окружной совет Los Angeles County Board of Supervisors, где служил в 1868-1869 гг..
Известная польская актриса Хелена Моджеевска поселилась  в Анахайме с мужем и своими друзьями из Польши, представителями творческой интеллигенции, переживавшими несвободу своей родной страны, разделенной европейскими державами — Пруссией, Австро-Венгрией и Россией. Среди польских переселенцев были: писатель Генрик Сенкевич, Юлиан Сыпневский и Люциан Папроцкий. Живя в Анахайме, Хелена Моджеевска (ее фамилия в Америке упростилась до «Моджеска» (Modjeska)) подружилась с Клементиной Лангенбергер, второй женой Августа Лангенбергера, в которую он влюбился после смерти в 1867 г. своей первой жены, когда Клементина была женой соседа Августа — виноградаря Теодора Шмидта. Две улицы получили своё название в честь этих женщин: Helen Street и Clementine Street, и они расположены рядом друг с другом, как символ крепкой дружбы, которая связывала Хелену Моджеску и Клементину Лангенбергер. Modjeska Park в Западном Анахайме также назван в честь актрисы. Шмидт увидел на составленном Лангенбергером плане межевания Тракта Лангенберга проектное название «улица Клементины», и, посчитав любовь соседа к жене взаимной, уступил ей свои владения, выдал доверенность на них Лангенбергеру и уехал из города .

### Первая половина XX века
В первой половине XX века, ещё до открытия Диснейленда, Анахайм был большой деревней, полной апельсиновых рощ. В нем жили их владельцы, которые занимались выращиванием апельсинов. Одним из землевладельцев был человек по имени Беннетт Рэйн Бакстер. Он владел многими землями на северо-востоке Анахайма, где сегодня располагается бейсбольный стадион "Энджел" ("Ангел", Angel Stadium). Он придумал много идей для полива апельсиновых насаждений и делился ими с другими землевладельцами. Бен Бакстер и другие землевладельцы помогли сделать Анахайм процветающим сельским поселением, прежде чем Диснейленд навсегда изменил местность. Сегодня вдоль Edison Park проходит улица, названная в его честь Baxter Street.

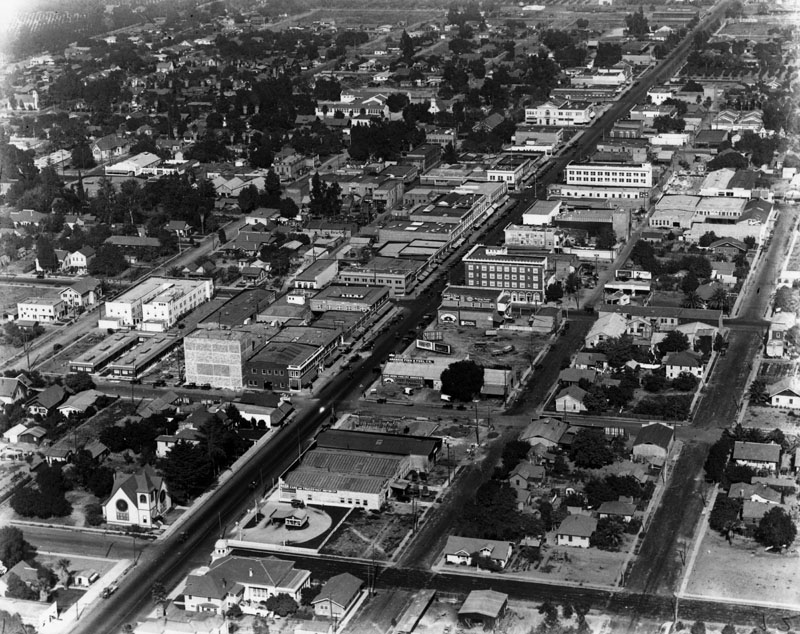
Анахайм в 1922 году

В 1924 году, члены Ку-клукс-клана были избраны в городской совет Анахайма на платформе политической реформы. До этого момента, город был под контролем давнего бизнеса и гражданской элиты, которую составляли в основном выходцы из стран немецкого языка. Учитывая свою традицию умеренного светского выпивания, американские немцы не сильно поддерживали Сухой закон в США. Сам мэр был бывшим владельцем питейного заведения. Во главе с пастором Первой Христианской Церкви клан представлял собой усиливавшую свое влияние группу политически ориентированных выходцев не из немецкой среды, которые обвинили элиту в коррупции, недемократичности и корысти. Ку-клукс-клановцы стремились создать образцовое, упорядоченное местное сообщество, в котором запрет на алкоголь будет строго соблюдаться. В то время в Клане в округе Орандж было около 1200 членов. Сопоставление экономической и профессиональной структуры показывало, что две эти группы, сторонников и противников Клана, были сходными и примерно в равной степени хорошо обеспеченными. Члены клана были протестантами, как и большинство их противников, однако в оппозицию клану также входило множество немцев-католиков. Участники клана до вступления в него демонстрировали более высокую скорость голосования и гражданской активности, чем их противники, и многие из вступивших в клан жителей округа сделали это из чувства гражданской активности. После лёгкой победы на местных выборах в апреле 1924 года, представители Клана сразу же уволили городских чиновников, известных как католики, и заменили их назначенцами Клана. Новый городской совет пытался принуждать соблюдать сухой закон. После победы Клана его капитул проводил массовые митинги и церемонии посвящения всё лето.
Противники влияния ККК на политику Анахайма организовались, подкупили одного из членов Клана, получили у него секретный список членов клана, разоблачили членов Клана, участвовавших в предварительных выборах на уровне штата и победили большинство этих кандидатов. Оппоненты Клана в 1925 году вернули под свой контроль местное самоуправление, и им удалось в ходе внеочередных выборов добиться отзыва членов клана, избранных в апреле 1924 года. Ячейка Клана в Анахайме быстро распалась, его газета закрылась после проигрыша иска о клевете, а проповедник, возглавлявший эту ячейку, перебрался в Канзас.

## География
Анахайм расположен примерно в 40 км к юго-востоку от Лос-Анджелеса.
По данным Бюро переписи населения США, город имеет общую площадь 131,91 км², из которых 130,33 км² занимает суша и 1,55 км² (1,18 %) вода. С севера граничит с городом Фуллертон.

## Экономика

Замок спящей красавицы в Диснейленде

Крупнейшей и наиболее важной промышленностью Анахайма является туризм. Anaheim Convention Center является домом для многих национальных конференций, а The Walt Disney Company является крупнейшим городским предпринимателем.
Бизнес-парк Anaheim Canyon составляет 63 % от индустриальных площадей Анахайма и является крупнейшим промышленным районом в округе Ориндж. Anaheim Canyon также является вторым по величине бизнес-парком в округе Ориндж . Бизнес-парку принадлежит 2,600 предприятий, на которых работают более 55,000 сотрудников.
Некоторые известные компании, которые имеют корпоративные офисы и/или штаб-квартиру в Анахайме:
- AT&T
- Fujitsu
- General Dynamics
- Hewlett-Packard[13]
- Isuzu — североамериканская штаб-квартира
- Panasonic[14]
- Raytheon
- Seagate[15]
- ZyXEL — производитель маршрутизаторов, коммуникаторов и других сетевых продуктов

## Демография
По результатам переписи населения США в 2010 году, численность населения Анахайма составляет 336 265 человек. Средняя плотность населения составляла 2 555.2 человек на один квадратный километр.
Расовый состав Анахайма: 52,7 % белые, 14,8 % азиаты, 2,8 % чернокожие, 0,8 % коренных американцев, 0,5 % гавайцев или выходцев с островов Океании, 24 % другие расы, 4,4 % потомки двух и более рас.
В городе имелось 104237 единиц жилья, плотность размещения жилья 792,1 на км². 48,5 % жилья было занято владельцами (в собственных домах проживало 47,8 % населения), а 51,5 % проживали в арендованном жилье (в арендованном жилье проживало 51,5 % населения).
По состоянию на 2000 год, согласно данным переписи, медианный доход на одно домашнее хозяйство в городе составлял $47122, доход на семью $49969. У мужчин средний доход $33870, а у женщин $28837. Средний доход на душу населения $18266. 10,4 % семей или 14,1 % населения находились ниже порога бедности, в том числе 18,9 % молодёжи младше 18 лет и 7,5 % взрослых в возрасте старше 65 лет.

## Образование

### Школы
По состоянию на май 2006 года, Анахайм обслуживается восьми округами государственных школ:
- Anaheim City School District[англ.]
- Anaheim Union High School District[англ.]
- Centralia School District[англ.]
- Magnolia School District
- North Orange County Community College District[англ.]
- Orange Unified School District[англ.]
- Placentia-Yorba Unified School District[англ.]
- Savanna School District[англ.]

Кроме того, Анахайм является домом для 84 государственных школ:
- Elementary 46
- Junior High 9
- High School 14
- Alternative Education 6

К частным школам относятся: Acaciawood Preparatory Academy, Cornelia Connelly High School, Fairmont Preparatory Academy и Servite Hight School.

### Высшее образование
В городе три университета: Калифорнийский университет управления и науки (California University of Management and Sciences, CalUMS), Университет Бетесды (Bethesda University, Anaheim), Университет Южного Байло (South Baylo University).

### Библиотеки
Анахайм имеет восемь филиалов публичных библиотек.

## Достопримечательности
- Anaheim Convention Center — крупнейший конференц-центр на западном побережье
- Angel Stadium of Anaheim
- Диснейленд (Disneyland)
- Хонда-центр (Honda-Center)

## Спортивные команды

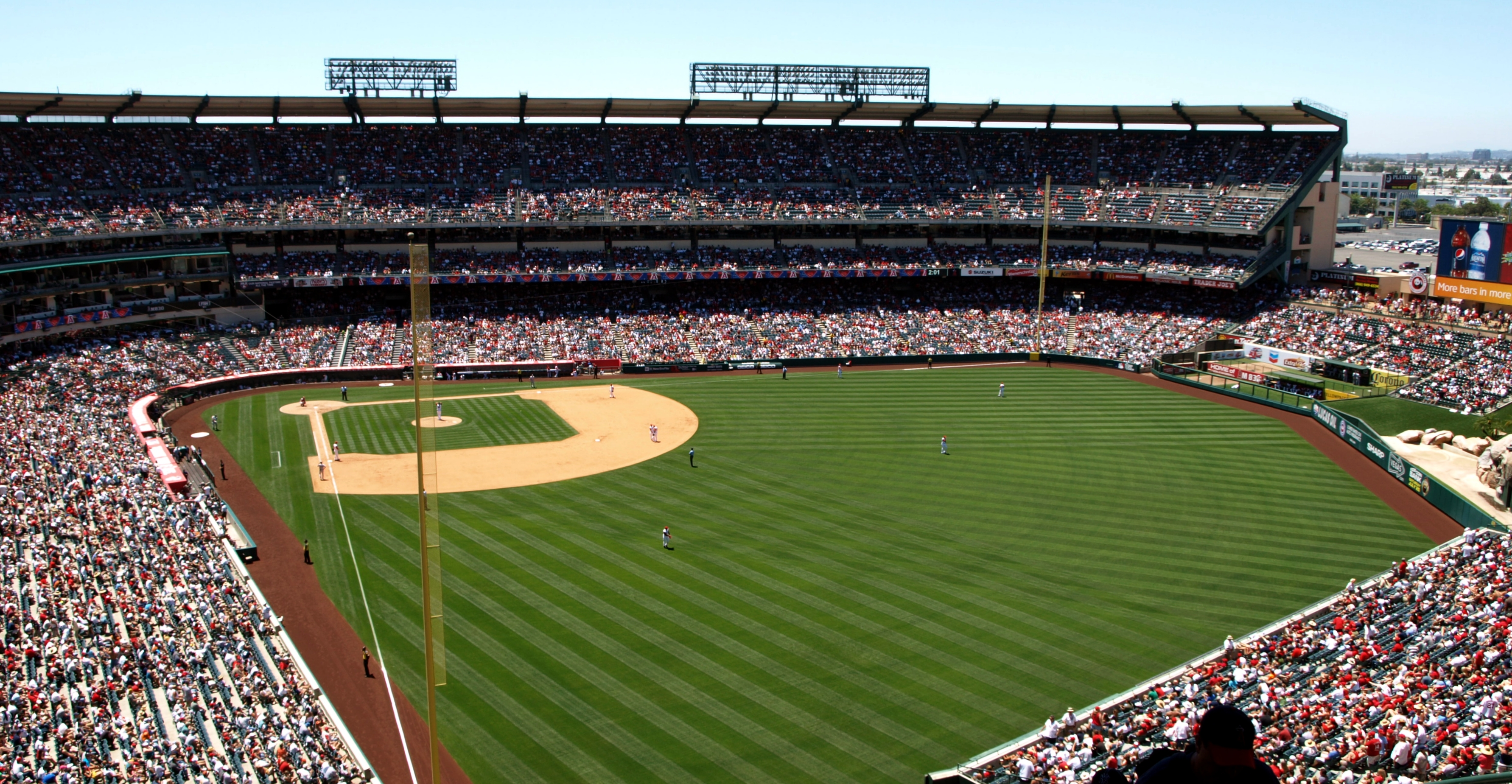
Стадион Анахайма

- Команда Национальной хоккейной лиги — «Анахайм Дакс» (Обладатель Кубка Стэнли 2007 года)
- Команда Главной лиги бейсбола — «Лос-Анджелес Энджелс из Анахайма» (Чемпионы Мировой серии 2002)

## Города-побратимы
- Витория, Испания
- Мито, Япония
- Орландо, Флорида, США